# Peter Radford
Peter Frank Radford (ur. 20 września 1939 w Walsall) – brytyjski lekkoatleta sprinter, dwukrotny medalista olimpijski z Rzymu.
Na igrzyskach Imperium Brytyjskiego i Wspólnoty Brytyjskiej  reprezentował Anglię, a na pozostałych dużych zawodach międzynarodowych Wielką Brytanię.
Zdobył złoty medal w sztafecie 4 × 110 jardów (która biegła w składzie: Adrian Breacker, David Segal, Roy Sandstrom i Radford), a także zajął 4. miejsce w biegu na 100 jardów i odpadł w półfinale biegu na 220 jardów na igrzyskach Imperium Brytyjskiego i Wspólnoty Brytyjskiej w 1958 w Cardiff. Na mistrzostwach Europy w 1958 w Sztokholmie zdobył srebrny medal w sztafecie 4 × 100 metrów (w składzie: Radford, Sandstrom, Segal i Breacker) oraz brązowy medal w biegu na 100 metrów (za Niemcami Arminem Harym i Manfredem Germarem).
28 maja 1960 w Wolverhampton ustanowił rekord świata w biegu na 200 metrów wynikiem 20,5 s (bieg był rozgrywany na dystansie 220 jardów).
Na igrzyskach olimpijskich w 1960 w Rzymie zdobył brązowe medale w biegu na 100 metrów (za Harym i Davidem Sime ze Stanów Zjednoczonych) i w sztafecie 4 × 100 metrów (biegła w składzie: Radford, David Jones, Segal i Nick Whitehead). W biegu na 200 metrów odpadł w półfinale.
Na mistrzostwach Europy w 1962 w Belgradzie odpadł w półfinałach biegów na 100 metrów i na 200 metrów. Ponownie zwyciężył w sztafecie 4 × 110 jardów (w składzie: Alf Meakin, David Jones, Len Carter i Radford) oraz odpadł w półfinałach biegów na 100 jardów i na 220 jardów na igrzyskach Imperium Brytyjskiego i Wspólnoty Brytyjskiej w 1962 w Perth.
Wystąpił również na igrzyskach olimpijskich w 1964 w Tokio, gdzie odpadł w ćwierćfinałach biegów na 100 metrów i na 200 metrów, a w sztafecie 4 × 100 metrów  zajął w finale 8. miejsce.
Był mistrzem Wielkiej Brytanii (AAA) na 100 jardów w 1959 i 1960.
Po zakończeniu kariery sportowej był m.in. prezesem UK Athletics oraz profesorem sportu na Brunel University w Londynie. Opublikował biografię XIX-wiecznego miłośnika pieszych wędrówek Roberta Barclaya Allardice’a The Celebrated Captain Barclay: Sport, Money and Fame in Regency Britain (2001).